# Trident de Newton

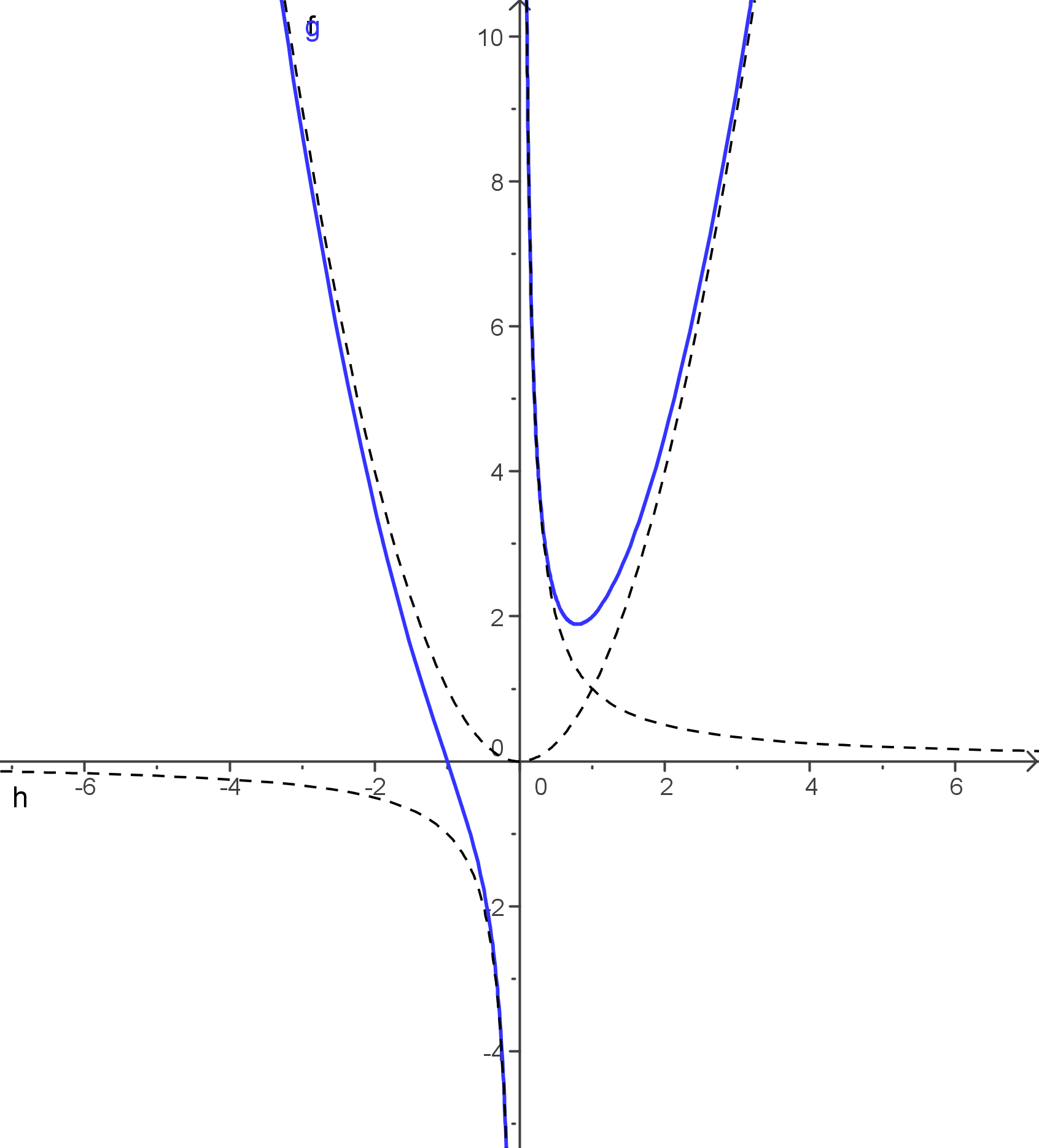
Trident d'équation y = x²+1/x

Le trident de Newton est une courbe plane étudiée par Isaac Newton. On la nomme parfois parabole de Descartes (bien que ce ne soit pas une parabole).

## Classification des cubiques
Dans une étude menée en 1676 mais publiée en 1704, Newton cherche à classifier toutes les courbes cubiques, c’est-à-dire les courbes planes dont l'équation est de la forme :
{\displaystyle ax^{3}+bx^{2}y+cxy^{2}+dy^{3}+ex^{2}+fxy+gy^{2}+hx+iy+j=0\,}
Il en dénombre 72 types que l'on peut ranger dans quatre classes par des changements de repère appropriés :
1. les courbes d'équation {\displaystyle xy^{2}+ey=ax^{3}+bx^{2}+cx+d}
2. les courbes d'équation {\displaystyle xy=ax^{3}+bx^{2}+cx+d}
3. les courbes d'équation {\displaystyle y^{2}=ax^{3}+bx^{2}+cx+d}
4. les courbes d'équation {\displaystyle y=ax^{3}+bx^{2}+cx+d}

Les tridents de Newton sont les courbes de type (2)

## Équation cartésienne
Les tridents de Newton ont pour équation cartésienne canonique :
{\displaystyle xy=ax^{3}+bx^{2}+cx+d\,}
où a et d sont non nuls.

## Analyse

### Domaine de définition
Les tridents de Newton ne sont pas définis en 0. Leur domaine de définition est donc :
{\displaystyle D_{f}=\mathbb {R} ^{*}}

### Dérivée
Ce sont des fonctions rationnelles. Elles sont donc dérivables sur {\displaystyle D_{f}}, et leur dérivée est :
{\displaystyle f^{'}(x)=2ax+b-{\frac {d}{x^{2}}}}

### Limites

#### Limite en l'infini
En l'infini, les tridents de Newton tendent ou bien vers {\displaystyle +\infty }, ou bien vers {\displaystyle -\infty }.
Si a>0 alors{\displaystyle \lim _{x\to \pm \infty }f(x)=+\infty }.
Si a<0 alors{\displaystyle \lim _{x\to \pm \infty }f(x)=-\infty }.

#### Limites en 0
En 0, les tridents de Newton tendent vers {\displaystyle +\infty } ou {\displaystyle -\infty }.
Si d>0 alors {\displaystyle \lim _{x\to 0^{+}}f(x)=+\infty } et {\displaystyle \lim _{x\to 0^{-}}f(x)=-\infty }.
Si d<0 alors {\displaystyle \lim _{x\to 0^{+}}f(x)=-\infty } et {\displaystyle \lim _{x\to 0^{-}}f(x)=+\infty }.

### Asymptotes
Ils ont pour asymptotes la parabole d'équation
{\displaystyle y=ax^{2}+bx+c}
ainsi que l'hyperbole d'équation
{\displaystyle y={\frac {d}{x}}}

## Intersection avec l'axe des abscisses
On dénombre entre un et trois points d'intersection entre un trident de Newton et l'axe des abscisses selon la valeur des coefficients a, b, c, d.

## Lien avec le folium de Descartes
Le changement de variable 
{\displaystyle x={\frac {X}{Y}}} et {\displaystyle y={\frac {1}{Y}}}
Conduit à une équation de la forme :
{\displaystyle XY=aX^{3}+bX^{2}Y+cXY^{2}+dY^{3}\,}
En particulier, la courbe d'équation {\displaystyle y=x^{2}+{\frac {1}{x}}} est alors transformée en un folium de Descartes